# Alexandre Kantorow
Alexandre Kantorow (nacido en Clermont-Ferrand el 20 de mayo de 1997) es un pianista francés de música clásica. En Moscú ganó el primer premio y la medalla de oro en el Concurso Internacional de Piano Chaikovski en junio de 2019, en su decimosexta edición. En febrero de 2020, recibió una Victoire de la Musique por su grabación del Concierto para piano n.° 5 subtitulado L'Égyptien, de Camille Saint-Saëns. También es el ganador del prestigioso Premio Gilmore de 2024.
La madre de Alexandre Kantorow es violinista y su padre, francés de origen ruso, es el reconocido violinista y director de orquesta Jean-Jacques Kantorow, fundador de la Orquesta de Auvernia.

## Comienzos
Su familia abandonó Clermont-Ferrand cuando Alexandre tenía dos años para establecerse en los suburbios de París. El joven Alexandre comenzó a tocar el piano a la edad de cinco años inspirado por una caricatura de Tom y Jerry (con  de las Rapsodias húngaras de Franz Liszt). Cuando era niño, atraído por la ciencia, Alexandre tocaba el piano sin ambiciones profesionales en este campo. Siendo adolescente, asistió al instituto Racine de París con clases sólo por la mañana, destinado a estudiantes de enseñanzas artísticas de alto nivel, donde el ambiente lo motivó. Allí actuó con la orquesta del instituto dirigida por Antonin Tardy y acabó su bachillerato a la edad de 16 años.

## Formación
Mientras aún estaba en la escuela primaria, Alexandre tomó lecciones en el Conservatorio regional de Cergy-Pontoise con Dominique Kim. Después ingresó en el Conservatorio del distrito e de París a la edad de 8 años. Continuó su formación a los 11 años con el pianista Pierre-Alain Volondat y luego se unió a la clase de Ígor Lazko en la Schola Cantorum de París alrededor de los 13 años, antes de asistir a las de Franck Braley y Haruko Ueda en el Conservatorio Nacional Superior de París. Después recibió clases de la pianista rusa Rena Shereshévskaya en la École Normale de Musique de París donde recibió la ayuda de pianos Yamaha. También ha sido galardonado de la fundación Safran.
También siguió algunos cursos con los pianistas conocidos de su padre: Jacques Rouvier, Jean-Philippe Collard, Georges Pludermacher, Théodore Paraskivesco e incluso con Christian Ivaldi.
Participó en sus primeros concursos y ganó primeros premios cuando tenía 13-14 años y, en 2016, el primer premio del 30º Concurso Europeo de Música de Conjunto de la FNAPEC. 

## Carrera de concertista
Se convirtió en concertista de piano a los 16 años en las Folles Journées de Nantes y en Varsovia con la Sinfonia Varsovia en 2013, Ofrece otros recitales, en particular en el festival Pianoscope de Boris Berezovsky en Beauvais, en el festival de Vézère (acompañado de su padre), en el festival Pianofolie de Le Touquet con la Lens Wind Orchestra, en el teatro de Cornouailles en 2017, también con las orquestas de Lieja (Filarmónica real), Picardía, Kaunas en Lituania, con la Orquesta de Cámara de Burdeos, la Orquesta Nacional de Países del Loira, la Orquesta Sinfónica Nacional de Taipei (Taiwán). También actuó a los 17 años en la Filarmónica de París con la Orquesta Pasdeloup en 2015, en el Concertgebouw de Ámsterdam, en el Konzerthaus de Berlín, en el Bozar de Bruselas, en el festival La Roque d'Anthéron, en el festival Chopin de Nohant, en Piano aux Jacobins de Toulouse, en el festival de Heidelberg o cada año desde 2015 en la Fundación Louis Vuitton, así como en otras ciudades francesas o capitales europeas,   
En 2016 “Concierto clásico" dice de su actuación en Lille con la Orquesta Douai, que es una “espléndida revelación"  "con dedos fabulosos" y titula "Nace un grande". En 2016, la revista estadounidense “Fanfare" lo elogia como “Liszt reencarnado".
Alexandre también aprecia el trabajo colaborativo que requiere un recital de música de cámara como el de la orquesta de cámara de Burdeos o la de Sisteron con David Petrlik. también con Roland Pidoux, Shuichi Okada, Aurélien Pascal o Amaury Viduvier. Incluye también un trío y un cuarteto (Talich) 
Alexandre Kantorow ha realizado cinco grabaciones hasta la fecha, en particular en colaboración con su padre, y ha sido nominado a las Victorias de la música clásica en la categoría Solista instrumental revelación del año en 2019.
En 2020, ganó una Victoire de la Musique Classique en la categoría de Solista Instrumental.

## Concurso Chaikovski

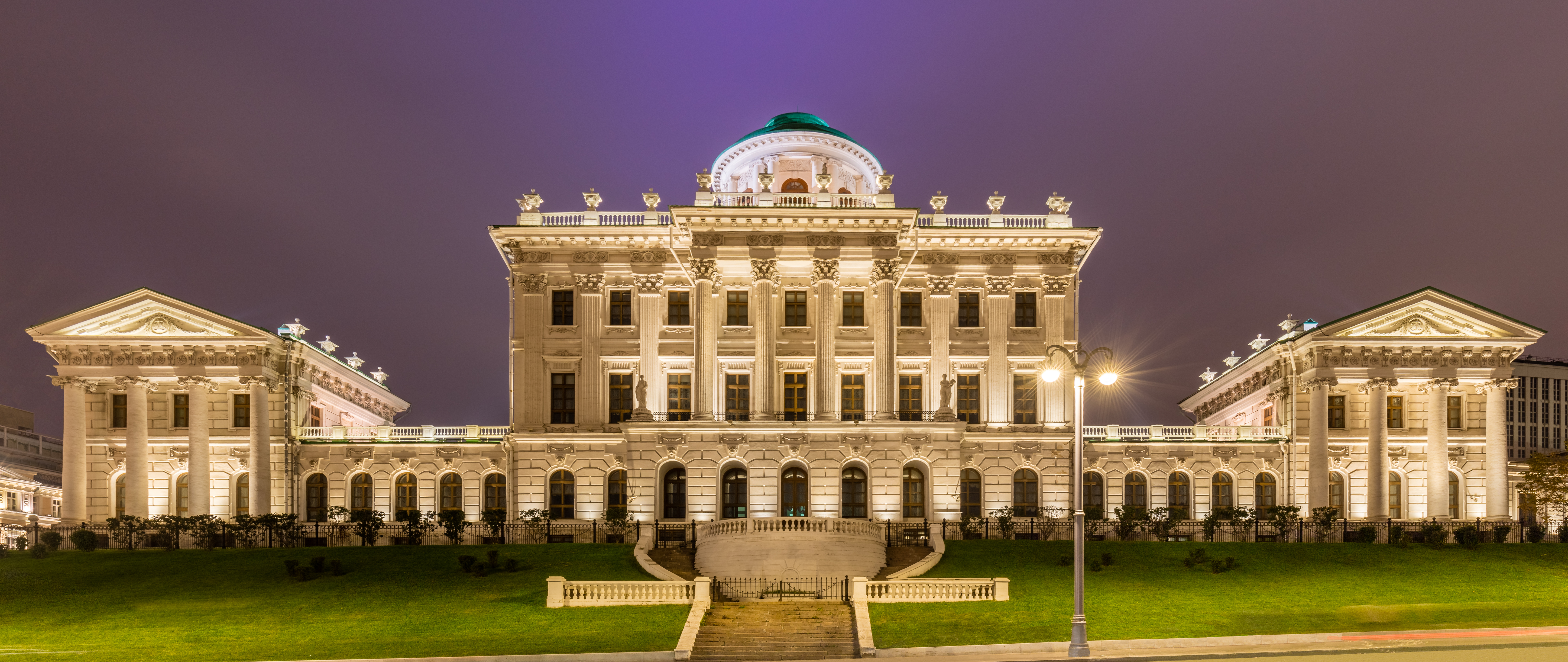
Palacio Pashkov, Moscú

El Concurso Internacional Chaikovski creado en 1958 se realiza cada cuatro años, pero por primera vez ç el 27 de junio de 2019, en el Palacio Pashkov de Moscú, un francés gana el primer premio en el más prestigioso concurso internacional para instrumentistas.
El jurado internacional está presidido por el gran Denís Matsúyev, ganador ruso del primer premio en 1998, al que pertenecían también Nelson Freire, Michel Béroff y Borís Petrushanski.
A los 22 años, Alexandre interpretó el Concierto para piano n.° 2 de Chaikovski y el Concierto para piano n.° 2 de Johannes Brahms durante la final, acompañado por la Orquesta  Sinfónica Académica Estatal Yevgueni Svetlánov de Rusia, dirigida por Vasili Petrenko.
El concurso se transmitió online a 190 países y tuvo 16 millones de visitas ese día. No se equivocó el público presente, que lo reclamó cinco veces, seducido por su serenidad y la notable calidad de su interpretación .ref>à 15h31, Séverine Garnier (28 de junio de 2019). «Alexandre Kantorow, un Français au Panthéon de la musique classique : «Une émotion immense»». leparisien.fr (en fr-FR). Consultado el 29 de junio de 2019.</ref>
Durante la ceremonia de apertura de los Juegos Olímpicos de París 2024, Alexandre Kantorow interpretó la obra Jeux d'eau de Maurice Ravel.

## Discografía
- Sonatas francesas, Camille Chevillard, Sonata op. 8 en sol menor, Gabriel Fauré, Sonata n 1, André Gedalge, Sonata n 1, Jean-Jacques Kantorow, violín y Alexandre Kantorow, piano. CD NoMadMusic (2014)
- Franz Liszt - Conciertos para piano n 1 y 2 , concierto «Maldición», Alexandre Kantorow piano, Tapiola Sinfonetta, dir. Jean-Jacques Kantorow. CD Sello BIS (2014, 2017)
- En estilo ruso, ( Rajmáninov, sonata n 1, Chaikovski, Meditación, Pasado lejano y Scherzo ruso , Stravinski, The Firebird, Balákirev, Islamey) Alexandre Kantorow, piano, CD Label BIS (2017)
- Camille Saint-Saëns - Conciertos para piano n 3, 4 y 5 ”Egipcio", de Alexandre Kantorow piano, Tapiola Sinfonietta, dir. Jean-Jacques Kantorow, sello CD BIS (2018, 2019). Diapasón de oro, Choc de Classica
- Johannes Brahms, Rapsodia n 1 , Bela Bartók, Rapsodia, Franz Liszt, Rapsodia n 11 11. SACD Bis 2020 ; Diapasón Classica Choc Oro